# Лобківка
Лобкі́вка (МФА: [ɫobˈkʲiu̯kɐ] ( прослухати)) — село в Україні, у Конотопському районі Сумської області. Входить до складу Конотопської міської громади. Населення становить 136 осіб. До 2019 року орган місцевого самоврядування — Підлипненська сільська рада.

## Населення

### Мова
Розподіл населення за рідною мовою за даними перепису 2001 року:
| Мова       | Відсоток |
| ---------- | -------- |
| українська | 95,59%   |
| російська  | 4,41%    |

## Географія
Село Лобківка знаходиться на лівому березі річки Єзуч, вище за течією на відстані 2,5 км розташоване село Жигайлівка, нижче за течією на відстані 2 км розташоване село Калинівка. На річці великі загати. Поруч проходить залізниця, станція Калинівка.